# 昭和美術館
昭和美術館（しょうわびじゅつかん）は、愛知県名古屋市昭和区汐見町にある私立美術館。設置者は公益財団法人後藤報恩会。
閑静な住宅街の中にあり、敷地は2200坪である。

## 歴史
1935年（昭和10年）には渡辺規綱（尾張藩家老）の別邸である南山寿荘が敷地内に移築された。1978年（昭和53年）に昭和美術館が開館した。1981年（昭和56年）には「旧渡辺家書院及び茶室（南山寿荘）」として愛知県指定文化財に指定された。
2015年ごろより深刻なパワハラ問題が発生し、2018年9月13日には名古屋高裁でパワハラと違法な退職勧奨を認定し敗訴するに至っている。

## 所蔵
財団法人後藤安報恩会（財団法人後藤報恩会の前身）初代理事長であった後藤安太郎とその長男後藤幸三が収集した茶道具を中心に、美術品など約800点を所蔵・展示している。

## 施設
- 昭和美術館
- 南山寿荘（旧渡辺家書院及び茶室）
- 和室および別館 - 茶会や展示会などに利用できる。
- 露地 - 池や自然林を活かした庭園。

## 文化財

### 重要文化財
- 源家長筆熊野懐紙[7]
- 宇多院歌合[8]
- 永久四年四月四日院北面和歌合[9]
- 万葉集（紀州本）20帖
  - 2017年（平成29年）度重要文化財指定[10][11][12]。
  - 紀州徳川家に伝来した万葉集の写本で、鎌倉時代に1巻～10巻が書き写されたとされ、室町時代に11巻～20巻が書き写されたとされる[11]。

### 愛知県指定文化財
- 旧渡辺家書院及び茶室[3]

## 利用案内
- 開館時間：10：00 - 16：00
- 休館日：原則として月曜日、火曜日

## 交通アクセス
- 名古屋市営地下鉄鶴舞線「いりなか駅」から徒歩で約15分。

### 所蔵品
- 重文　永久四年四月四日院北面和歌合 （日本語） - 文化遺産オンライン
- 重文　宇多院歌合 （日本語） - 文化遺産オンライン
- 重文　源家長筆熊野懐紙 （日本語） - 文化遺産オンライン
- 伏見天皇　広沢切 （日本語） - 文化遺産オンライン
- 月日貝蒔絵香合 （日本語） - 文化遺産オンライン
- 古芦屋梅桜地文真形釜 （日本語） - 文化遺産オンライン
- 安南茶碗　銘「天下泰平」 （日本語） - 文化遺産オンライン
- 瀬戸黒茶碗　銘「垣根」 （日本語） - 文化遺産オンライン
- 狩野探幽　周茂叔愛蓮図 （日本語） - 文化遺産オンライン
- 本阿弥光悦　小倉山荘和歌五首切 （日本語） - 文化遺産オンライン
- 松花堂昭乗　阿房宮賦 （日本語） - 文化遺産オンライン
- 嵯峨天皇　飯室切 （日本語） - 文化遺産オンライン
- 藤原定家　小倉色紙 （日本語） - 文化遺産オンライン
- 源家長　熊野懐紙 （日本語） - 文化遺産オンライン
- 古瀬戸尻膨茶入 「伊予簾」 （日本語） - 文化遺産オンライン
- 千宗旦　茶杓　銘「弱法師」 （日本語） - 文化遺産オンライン
- 鳳凰螺鈿分銅型食籠 （日本語） - 文化遺産オンライン
- 狩野芳崖　梅くぐり寿老 （日本語） - 文化遺産オンライン
- 愛知県指定文化財　旧渡辺家書院及び茶室 （日本語） - 文化遺産オンライン
- 昭和美術館　有合庵 （日本語） - 名古屋市
- 昭和美術館　外腰掛待合 （日本語） - 名古屋市
- 文化財ナビ愛知 （日本語）